# Poševnica
Pošévnica ( / ) je ločilo v obliki ravne pokončne črte, zgoraj nagnjene v desno. Velikokrat se imenuje tudi désna pošévnica, da se loči od leve poševnice.

## Raba
- Zaznamuje besedico »ali« in je v tem primeru stična (npr. in/ali).
- Kot znak za konec vrstice pri zapisu pesmi (Valjhun, sin Kajtimara, boj krvavi / že dolgo bije za krščansko vero ...). V tem primeru je poševnica nestična.

### Raba zunaj jezika
- V matematiki kot ulomkova črta (2/3 ali ostali ulomki).
- Namesto predloga v krajšavah za merske enote (100 km/h).
- V računalništvu v programskih jezikih kot znak deljenja ter v URL-naslovih namesto presledka.
- Pri spletnem sporočanju za posnemanje oblikovanja ukaza za klepet (/help).